# Kruźlik
Die Kruźlik ist ein Berg an der polnisch-slowakischen Grenze in der Westtatra mit 1400 Metern Höhe.

## Lage und Umgebung
Die Staatsgrenze verläuft über den Hauptgrat der Tatra, auf dem sich die Kruźlik befindet. Östlich des Gipfels liegt das Tal Dolina Chochołowska.

## Tourismus
Die Kruźlik ist bei Wanderern beliebt. 

### Routen zum Gipfel
Der Wanderweg auf die Kruźlik führt entlang des Hauptkamms der Tatra und der polnisch-slowakischen Grenze.
- ▬ Ein blau markierter Wanderweg führt vom Wołowiec auf den Gipfel.
- ▬ Ein gelb markierter Wanderweg führt von der Chochołowska-Hütte auf den Gipfel.

Als Ausgangspunkt für eine Besteigung aus den Tälern eignen sich die Ornak-Hütte und die Chochołowska-Hütte.

## Belege
- Zofia Radwańska-Paryska, Witold Henryk Paryski, Wielka encyklopedia tatrzańska, Poronin, Wyd. Górskie, 2004, ISBN 83-7104-009-1.
- Tatry Wysokie słowackie i polskie. Mapa turystyczna 1:25.000, Warszawa, 2005/06, Polkart, ISBN 83-87873-26-8.